# Začudnost
Začudnost – književni postupak, jedan od središnjih termina ruskog formalizma.
Termin je uveo Viktor Šklovski u članku "Umjetnost kao postupak" (1917.), prvobitno radi označavanja načina na koji Lav Tolstoj opisuje stvari u svojim djelima.

## Opis
Začudnost je postupak kojim se kod čitatelja postiže "takav dojam zbog kojeg se napušta uobičajeno shvaćanje riječi kao pukih oznaka za stvari". Čitatelj prestaje automatski prepoznavati stvari i vidi ih na nov način. Novo viđenje stvari postiže se neobičnim riječima, pjesničkim figurama, drugačijim rasporedom riječi ili tijekom pripovijedanja, neobičnom perspektivom pripovjedača i dr.
Lav Tolstoj, opis opere u romanu "Rat i mir":
"Posred pozornice bile su ravne daske, sa strana stajali obojeni kartoni što su prikazivali drveće, u dnu bilo napeto platno na daskama. Na sredini pozornice sjedile su djevojke u crvenim bluzama i bijelim suknjama. Jedna veoma debela, u bijeloj haljini od svile, sjedila je za se, na niskoj klupčici na kojoj je otraga bio nalijepljen zeleni karton. Svi su oni nešto pjevali. Kad su otpjevale svoju pjesmu, djevojka u bijelom priđe šaptaonici, a njoj priđe muškarac u svilenim tijesnim hlačama na debelim nogama, s perom i bodežom, i stade pjevati i mahati rukama.
Muškarac u tijesnim hlačama otpjeva nešto, zatim otpjeva ona. Onda oboje umukoše, zasvira glazba, i muškarac uze pipkati prstima ruku djevojke u bijeloj haljini očekujući, očito, opet takt da zapjeva svoju partiju s njom. Oni otpjevaše udvoje i svi u kazalištu počeše pljeskati i vikati, a muškarac i žena na pozornici koji su igrali zaljubljenike stadoše se klanjati smiješeći se i mašući rukama."
Pripovijest "Platnomjer" (1886.), u kojoj je konj pripovjedač u prvom licu:
"Ovo što su govorili o šibanju i kršćanstvu dobro sam razumio - ali mi je onda bilo potpuno nejasno što znače riječi: svoje, njegovo ždrijebe, iz kojih sam razabrao da ljudi dovode u vezu mene i konjušara. U čemu je bila ta veza, nisam onda nikako mogao shvatiti. Tek mnogo poslije, kad su me odvojili od drugih konja, shvatio sam što je značilo to da su mene nazivali čovjekovim vlasništvom. Riječi: moj konj, koje su se odnosile na mene, živa konja, činile su mi se isto toliko čudne kao i riječi: moja zemlja, moj zrak, moja voda.
Ali su te riječi neobično na mene utjecale. Nisam prestajao razmišljati o tome, i tek mnogo poslije nakon najrazličitijih odnosa s ljudima, shvatio sam napokon značenje koje ljudi pridaju tim čudnim riječima. Evo toga značenja: ljudi se u životu ne drže djela nego riječi. Nije im toliko drago da mogu nešto raditi ili ne raditi koliko da govore o različitim predmetima riječima koje su ugovorili među sobom. Riječi koje oni smatraju vrlo važnim jesu: moj, moja, moje, kojima oni govore o različitim stvarima, bićima i predmetima, čak i o zemlji, o ljudima i o konjima. Za jednu te istu stvar dogovore se da tek jedan može reći moje. I onaj koji u igri, što su je međusobno ugovorili, može da kaže za najveći broj stvari moje, smatra se najsretnijim. Zašto je to tako, ne znam; ali je to tako. Mnogo prije pokušavao sam to objasniti nekom očitom korišću, ali se to pokazalo netočnim."
U hrvatskoj teoriji književnosti susreće se nekoliko prijevoda termina ostranenie: začudnost, očuđenje, oneobičavanje (oneobičenje).

## Nastanak termina
Prema kasnijem svjedočenju Šklovskog, u članku "Umjetnost kao postupak", riječ "остраннение" je greškom bila otisnuta s jednim slovom н, te se u tom obliku i raširila. Sam Šklovski je zamijetio da je "termin ušao u život 1916. g. upravo tako napisan", te ga je u kasnijim radovima sam koristio u obliku s jednim slovom н.